# 野黄芩素
野黄芩素（也称为5,6,7,4'-四羟基黄酮，5,6,7,4'-Tetrahydroxyflavone）是一种四羟基黄酮，分子式C15H10O6，存在于许多黄芩属植物中。